# Chézeaux
Chézeaux är en kommun i departementet Haute-Marne i regionen Grand Est (tidigare regionen Champagne-Ardenne) i nordöstra Frankrike. Kommunen ligger i kantonen Chalindrey som ligger i arrondissementet Langres. År 2017 hade Chézeaux 72 invånare.
Åren 1972–2012 var Chézeaux en del av kommunen Terre-Natale.